# Atrophaneura dasarada
Byasa dasarada là một loài bướm thuộc chi Atrophaneura.
Loài này phân bố ở bắc Ấn Độ, Nepal, Bhutan, Myanma, tây nam Trung Quốc (bao gồm đảo Hải Nam).
Loài này không hiếm và không bị đe dọa.

## Phân loại

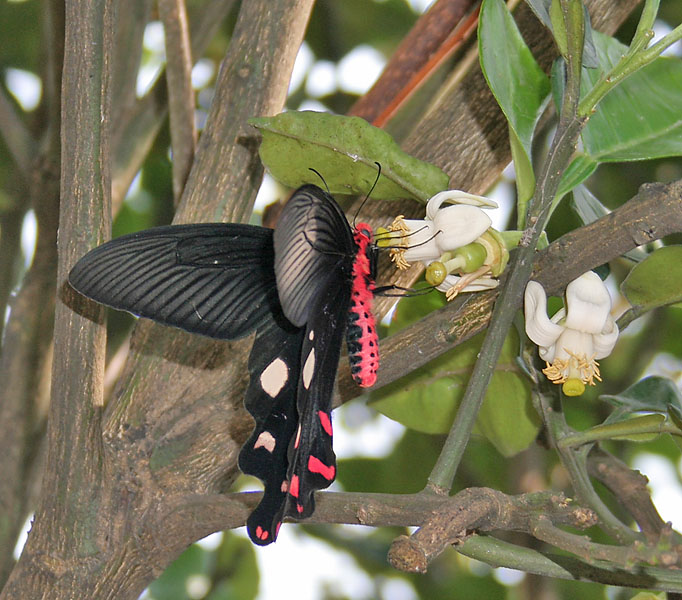
Atrophaneura dasarada dasarada tại Samsing ở quận Darjeeling của Tây Bengal, Ấn Độ.

Có 5 phân loài, các loài dưới đây hiện diện ở tiểu lục địa Ấn Độ:-
- Atrophaneura dasarada dasarada Moore. Sikkim đến Assam. Không hiếm.
- Atrophaneura dasarada ravana Moore. Kashmir đến Kumaon. Không hiếm.
- Atrophaneura dasarada barata Rothschild. Myanma. Hiếm.

## Hình ảnh

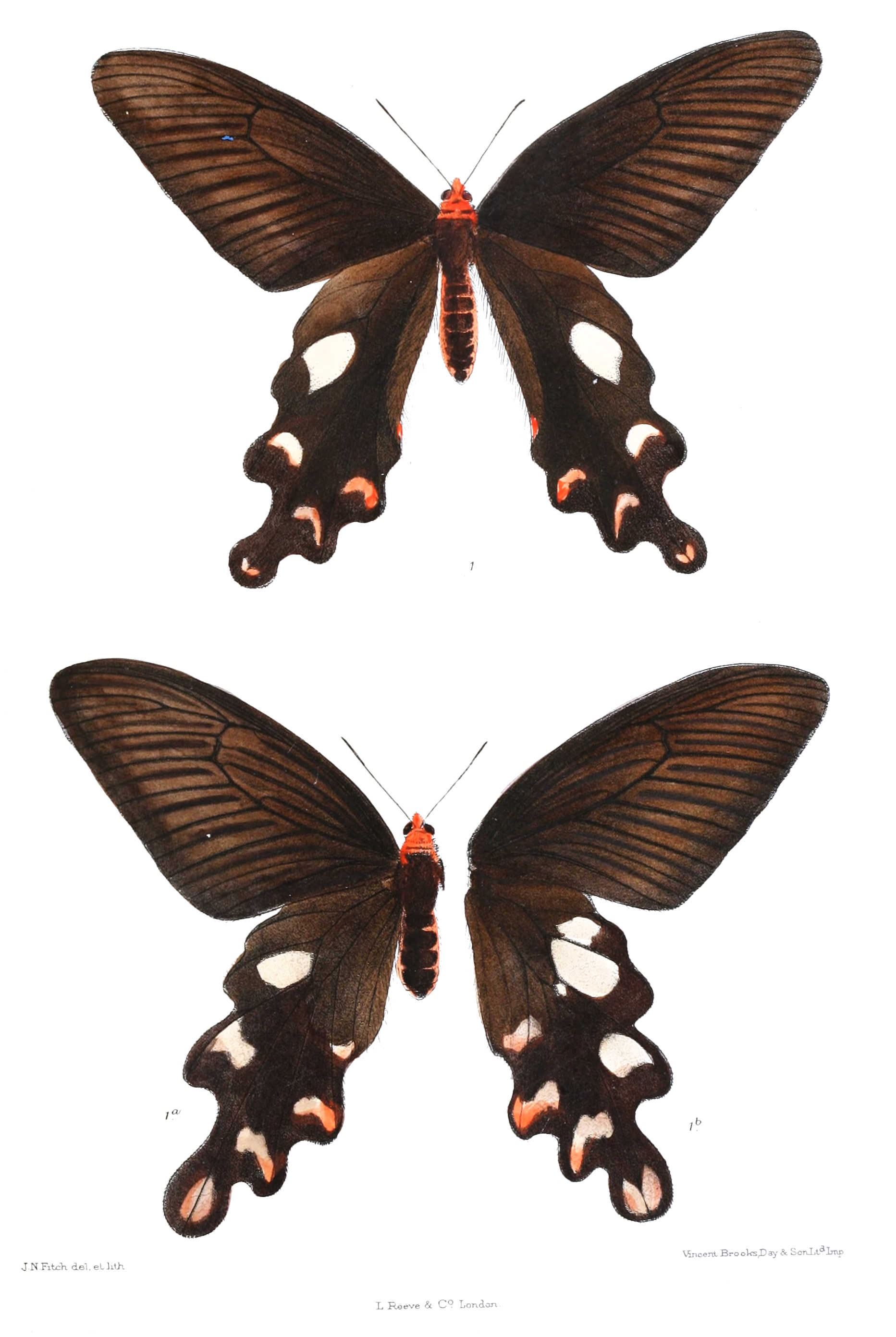
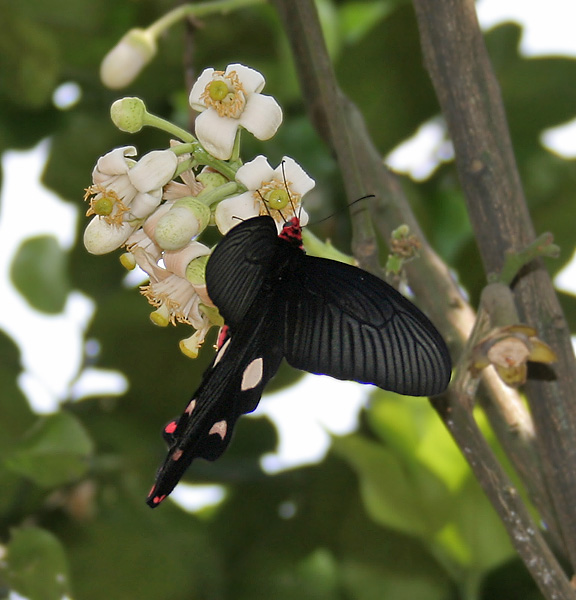
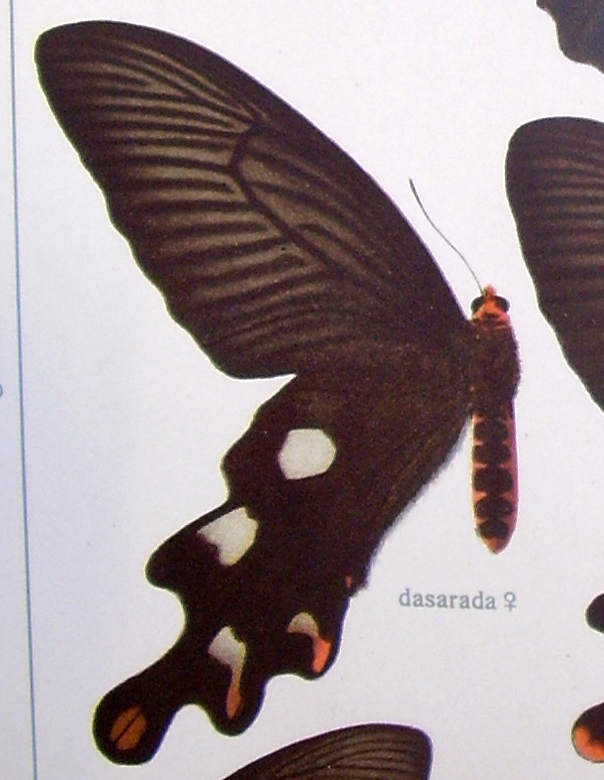

## Thức ăn
- Aristolochia griffithi.